# Jack FM (Hörfunkformat)
Jack FM ist ein Hörfunkformat (und der Name einiger Radiosender in den Vereinigten Staaten (z. B. WWJK – JackFM 94.7 FM) und Kanada (z. B. CKLG-FM – 96.9 Jack FM, Vancouver)), das erstmals im Jahre 2002 in Kanada auf Sendung ging. Im Gegensatz zu bisherigen Sendern, die bestimmte enge Musikrotationen haben (Jugendformat „CHR“, „Adult Contemporary“ etc.), bedienen sich Sender mit Jack FM-Konzept eines sehr breiten Spektrums. Zum Beispiel bekommen zwischen Country und Elvis-Songs auch bekannte Rapper Platz. Hauptbestandteil der Playlisten sind allerdings Rockhits der 1980er Jahre. Mit 1.200 bis 1.500 Musiktiteln ist die Rotation etwa dreimal so groß wie bei amerikanischen Rundfunkstationen allgemein üblich.
Jack FM ist Keimzelle des Hörfunkformats Variety Hits. Die Zielgruppe von Jack-FM sind 25- bis 54-Jährige.
Die Rechte für das Konzept liegen in Kanada bei Rogers Media und in den USA bei Paragon Media. Diese Unternehmen liefern den Radiostationen die komplette Musikrotation sowie vorproduzierte Moderationsblöcke. 60 % der Musik sind bei allen Jack FM-Stationen identisch, 40 % werden durch lokale Umfragen ermittelt. Bei allen Stationen ist der Claim (playing what we want) und das Programmschema identisch. Außerhalb der Frühschiene gibt es neben Musik nur die vorproduzierten Moderationselemente und Werbung. Nachrichten, Beiträge oder sonstige Serviceelemente finden nicht statt.
Jack FM wurde entwickelt, da die bisherigen Konzepte im Radio immer mehr an Akzeptanz verlieren. Ausgehend von Kanada übernahmen einige Stationen in den USA das Format. In Europa wird das Format bei vielen Radiosendern genau analysiert, allerdings auch sehr kontrovers diskutiert. Radio 21 und dessen Partnersender Rockland Radio haben dieses Format als erste Radiosender in Deutschland im August 2009 übernommen.